# ミミ (歌手)
ミミ（미미、Mimi、1995年5月1日 - ）は、韓国の歌手。WMエンターテインメント所属の女性アイドルグループ、OH MY GIRLのメンバーでメインラッパー、メインダンサー担当。昌原女子高校卒業。